# Henri IV d'Apremont
 Henri IV d’Âpremont, ou "d'Aspremont", est un prélat français, évêque de Verdun au XIVe siècle.  

## Biographie
Frère cadet de Gobert VIII, Henri d’Âpremont est le fils de Joffroi III, seigneur d'Âpremont et de Dun (1279-1302), et d'Isabelle de Quiévrain. Il est nommé évêque de Verdun en 1312.
Il meurt le 5 janvier 1350.

## Sources
- Pierre Dony, « Deux sceaux de Henri d'Apremont, évêque de Verdun (1312 - 1349) », Mémoires de la Société philomathique de Verdun,‎ 1884, p. 275 - 278.